# Fontaine des Carmes (Reims)
Pour les articles homonymes, voir Fontaine des Carmes.
L'ancienne fontaine des Carmes ou fontaine du Barbâtre se trouve à l'angle de la rue du Barbâtre et de la rue des Carmes à Reims, en France.

## Historique
Construite au XVIIIe siècle, la fontaine rend hommage à l'homme de lettres Jean-Louis Levesque de Pouilly, né à Reims en 1691. Elle fait partie du réseau de fontaines conçu à la demande du chanoine Godinot pour alimenter la ville en eau.
La fontaine est délaissée en 1840. 
L'immeuble de la fontaine (108, rue du Barbâtre) est détruit pendant la Première Guerre mondiale. Il est ensuite reconstruit dans un style Art déco
La fontaine est classée au titre des monuments historiques par arrêté du 22 juin 1923,,.